# 甜菜白粉菌
甜菜白粉菌（学名：Erysiphe betae）是属于白粉菌目白粉菌科白粉菌属的一种真菌，寄生在甜菜上。该种分布于土耳其、中国、丹麦、加拿大、比利时、伊朗、俄罗斯、法国、波兰、英国、罗马尼亚、美国、葡萄牙、捷克斯洛伐克、奥地利、意大利、瑞士、德国等地。